# Alcobaça (IPR)
Pour les articles homonymes, voir Alcobaça.
L'alcobaça est un vin portugais avec Indicação de Proveniência Regulamentada (IPR) produit dans le terroir viticole autour de la ville d'Alcobaça dans l'Estrémadure. 

## Type de vin
Ce vin blanc  est à faible teneur alcoolique, comparé aux autres vins de l'Estrémadure. 

## Encépagement
Son encépagement est à base d'Arinto, Baga, Fernão Pires, Malvasia, Castelão, Tamarez, Trincadeira (ou Tinta amarela) et Vital.